# Accord de libre-échange entre Singapour et l'Union européenne
L'accord de libre-échange entre Singapour et l'Union européenne est un accord de libre-échange entré en vigueur le 21 novembre 2019.

## Histoire
À partir de 2007, l'Union européenne commence à négocier un accord de libre-échange avec l'ASEAN, mais ces négociations s'avèrent rapidement un échec dès 2009.
Les négociations avec Singapour pour cet accord ont démarré en mars 2010  et se sont terminées le 1er juin 2013, avant que celui-ci soit paraphé de manière temporaire et partielle le 14 octobre 2013. Le volet investissement de cet accord a vu ses négociations se terminer en octobre 2014.
En décembre 2016, la Cour de justice de l'Union européenne juge que la Commission européenne ne peut signer seule l'accord sans l'aval des États membres,. L'avis de la Cour de justice de l'Union européenne a été demandé par la Commission européenne dès octobre 2014.
Le 19 octobre 2018, l'accord de libre-échange entre Singapour et l'Union européenne est signé par Lee Hsien Loong, Donald Tusk et Jean-Claude Juncker.
En février 2019, l'accord est ratifié par le Parlement européen. L'accord entre en vigueur le 21 novembre 2019, après la ratification par le Conseil de l'Union européenne.

## Contenu
L'accord réduit très sensiblement les droits de douane entre les deux ensembles, en partie immédiatement après sa ratification, puis de manière progressive sur 5 ans. L'accord permet également d'étendre des normes de production européennes à Singapour dans des secteurs tels que l'automobile. L'accord remplace une multitude d'accords entre Singapour et les États-membres de l'Union européenne. Il permet la reconnaissance de 138 indications géographiques protégées européennes.